# Jean Le Bail
Pour les articles homonymes, voir Le Bail.
Jean Le Bail, né le 26 février 1904 à Redon (Ille-et-Vilaine) et mort le 25 octobre 1965 à Limoges (Haute-Vienne) est un homme politique français, député de la Haute-Vienne de 1946 à 1958 et sénateur du même département en 1958-1959.

## Biographie
Ancien élève de l'École normale supérieure (1924), agrégé de lettres (1927), il est nommé à Limoges en 1929. Il devient le secrétaire de la fédération socialiste de la Haute-Vienne. Anticommuniste, pacifiste, il resta à l'écart de tout mouvement de résistance durant la guerre, tout comme son ami le maire de Limoges Léon Betoulle, qui vota les pleins pouvoirs à Pétain en 1940.
Il poursuit Guingouin d'une haine tenace et participe copieusement à la campagne calomnieuse contre l'ancien chef du maquis limousin durant les années 1940 et 1950, allant jusqu'à signer des articles vengeurs dans Le Populaire du Centre. 
En 1947, un jury d'honneur[précision nécessaire] blanchit Le Bail du soupçon d'avoir refusé en 1942 de recueillir chez lui son ancien condisciple de la rue d'Ulm, Jean Cavaillès, alors recherché par la police (Cavaillès, l'un des fondateurs en 1940 du mouvement de résistance « Libération », et qui fut arrêté par la Gestapo en 1943 et fusillé l'année suivante).
Jean le Bail atteint de la maladie de parkinson. Il prit sa retraite en 1964. Le 25 octobre 1965, il mit fin à ses jours. Il est inhumé dans le cimetière de Massignac.